# Boire et Déboires
Pour les articles homonymes, voir Boire et Déboires (homonymie) et Blind Date.
Pour plus de détails, voir Fiche technique et Distribution.
Boire et Déboires (Blind Date) est un film américain réalisé par Blake Edwards, sorti en 1987.

## Synopsis
Walter Davis, banquier à Los Angeles, doit conclure un très gros contrat avec un riche homme d'affaires japonais, très strict et traditionaliste, au cours d'un dîner organisé par son patron. Il se met alors en quête d'une compagne pour la soirée. Grâce à son frère Ted et à sa femme Suzy, il fait la connaissance de Nadia Gates, cousine de Suzy, une jeune femme qui vient de rompre avec son fiancé David, un riche avocat fils à papa, qui continue de la harceler. Suzy conseille à Walter de ne pas donner d'alcool à Nadia, mais un simple verre de champagne va transformer la vie de Walter.

## Fiche technique
- Titre original : Blind Date
- Titre français : Boire et Déboires
- Réalisation : Blake Edwards
- Scénario : Dale Launer
- Musique : Henry Mancini
- Photographie : Harry Stradling Jr.
- Montage : Robert Pergament
- Production : Tony Adams
- Sociétés de production : Blake Edwards Entertainment, Delphi V Productions, ML Delphi Premier Productions & TriStar
- Société de distribution : TriStar
- Pays de production :  États-Unis
- Langue : Anglais
- Format : Couleur - Dolby - 35 mm- 2.35:1
- Genre : Comédie
- Durée : 91 min
- Dates de sortie :
  - États-Unis : 24 mars 1987 (première à Beverly Hills)
  - États-Unis : 27 mars 1987 (sortie nationale)
  - France :9 septembre 1987

## Distribution
- Kim Basinger (VF : Béatrice Agenin) : Nadia Gates
- Bruce Willis (VF : Dominique Collignon-Maurin) : Walter Davis
- John Larroquette (VF : Richard Darbois) : David Bedford
- William Daniels (VF : Fernand Berset) : le juge Harold Bedford
- George Coe (VF : Jean Berger) : Harry Gruen
- Mark Blum : Denny Gordon
- Phil Hartman (VF : Daniel Gall) : Ted Davis
- Stephanie Faracy (VF : Martine Meiraghe) : Susie Davis
- Alice Hirson (VF : Rolande Forest) : Muriel Bedford
- Graham Stark (VF : Claude Dasset) : Jordan, le maître d'hôtel
- Joyce Van Patten (VF : Jacqueline Staup) : la mère de Nadia
- Brian George (VF : Michel Prud'homme) : le maître d'hôtel
- Jeannie Elias (VF : Tamila Mesbah) : la secrétaire de Walter
- Herb Tanney (VF : René Bériard) : le ministre
- Georgann Johnson (VF : Liliane Patrick) : Mme Gruen
- Sab Shimono : M. Yakamoto
- Momo Yashima (VF : Jeanine Forney) : Mme Yakamoto
- Armin Shimerman : le serveur français (mais avec un fort accent)
- Stanley Jordan (VF : Pascal Légitimus) : lui-même

## Production

### Choix des interprètes
Madonna et Sean Penn, alors mariés, furent pressentis pour jouer ensemble dans le film, mais les producteurs ayant préféré Bruce Willis pour le premier rôle masculin, Madonna déclina l'offre.

### Lieux de tournage
Le tournage s'est déroulé à Culver City, Los Angeles et la Réserve d'État de Point Lobos.

## Bande originale
- Simply Meant To Be, interprété par Gary Morris et Jennifer Warnes
- Treasures, interprété par Stanley Jordan
- Anybody Seen Her!, interprété par Billy Vera et The Beaters
- Oh, What A Nite, interprété par Billy Vera et The Beaters
- Let You Get Away, interprété par Billy Vera et The Beaters
- CRASH, BANG, BOOM, interprété par Hubert Tubbs

## Autour du film
- Il s'agit du premier grand rôle de Bruce Willis mais également la première fois qu'il se voit créditer au générique d'un film. Jusque-là, tout du moins au cinéma, il n'avait du se contenter que de faire de la figuration. Il retrouvera le réalisateur un an plus tard pour Meurtre à Hollywood.
- Kim Basinger collabore à nouveau avec Blake Edwards quatre ans après L'Homme à femmes.